# テレビ名画座
『テレビ名画座』（テレビめいがざ）は、1961年1月9日から1968年3月29日まで、フジテレビ系列で放映されていた映画番組である。提供はニッサン石鹸。

## 概要
当時、放送休止時間だった時間帯に穴埋めのような形で放送。日本でそれまでは単発枠での放送だった映画を、最初に常設枠を設けて放送したといわれている。
初期は輸入料や外貨問題から、フランス映画などヨーロッパの作品が放送されることが多かった。1966年7月以降はそれまで五社協定のため無かった邦画の放送も行われた。
番組冒頭では「名画座手帖」と題して、作品の詳細や歴史背景などをフジテレビアナウンサーであった角谷優と辻川一徳が解説するコーナーがあった他、番組オリジナルの主題歌も作られ放送されている。
放送時間について、放送開始からしばらくは、基本的に月曜日から金曜日までの午後3時から5時頃までの枠で、その5日間は同じ作品を放送していた。放送する映画は1962年から月曜から水曜、木・金曜の週二作品になり、最終的には日替わりで異なる作品を放送していた。また、画面には時刻表示があり、録画機器が発達していなかった当時は、用事等で途中から見逃しても時間をメモしておけば、翌日の同じ時間から続きが見られるというものだった。

## 放送時間
（参考：『タイムテーブルからみたフジテレビ50年史』フジテレビ編成制作局 知財情報センター調査部、2009年、7 - 35頁。）
| 放送期間               | 放送時間（JST） |
| 月曜日                 | 月曜日          |
| ---------------------- | --------------- |
| 1961年1月 - 3月        | 15:00 - 17:40   |
| 1961年4月 - 9月        | 15:00 - 17:00   |
| 1961年10月 - 1962年3月 | 15:00 - 16:45   |
| 火曜日・水曜日         |                 |
| 1961年1月 - 9月        | 15:00 - 17:40   |
| 1961年10月 - 1962年3月 | 15:00 - 16:45   |
| 木曜日・金曜日         |                 |
| 1961年1月 - 9月        | 15:00 - 17:40   |
| 1961年10月 - 1962年3月 | 15:00 - 17:00   |
| 平日                   |                 |
| 1962年4月 - 1963年5月  | 15:00 - 16:55   |
| 1963年5月 - 1966年3月  | 15:00 - 16:45   |
| 1966年4月 - 1968年3月  | 15:15 - 17:00   |

開始当初は曜日によって放送時間が決まってなかったが、1962年4月からは全曜日一定する様になった。

## 主な放送作品
- 恋路 ※第1回放送作品
- にんじん
- 歴史は夜作られる
- オルフェ
- 真昼の決闘
- 聖メリーの鐘
- ガリバー旅行記
- バッタ君町に行く
- 美女と野獣
- 凱旋門
- 奥様は魔女
- 果てなき航路
- 学生たちの道
- 硝煙のカンサス
- 自転車泥棒
- ミラノの奇蹟
- ジャングル・ブック
- バグダッドの盗賊
- 地下鉄のザジ
- 制服の処女
- 赤と黒
- フレンチ・カンカン
- 会議は踊る
- 野ばら
- 夜ごとの美女
- 続・菩提樹
- わが青春のマリアンヌ
- 大佛開眼
- 大いなる幻影
- 愛妻物語
- ノートルダムのせむし男
- キング・コング
- 幸福への招待
- サザエさん
- ロビンフッドの冒険
- シー・ホーク
- 海賊ブラッド
- 恋愛超特急